# Steineria parapolychaeta
Steineria parapolychaeta is een rondwormensoort uit de familie van de Xyalidae. De wetenschappelijke naam van de soort is voor het eerst geldig gepubliceerd in 1953 door Gerlach.